# Basilica di Nostra Signora del Rosario
La basilica di Nostra Signora del Rosario è una chiesa cattolica facente parte del santuario di Nostra Signora di Lourdes.

## Storia e struttura

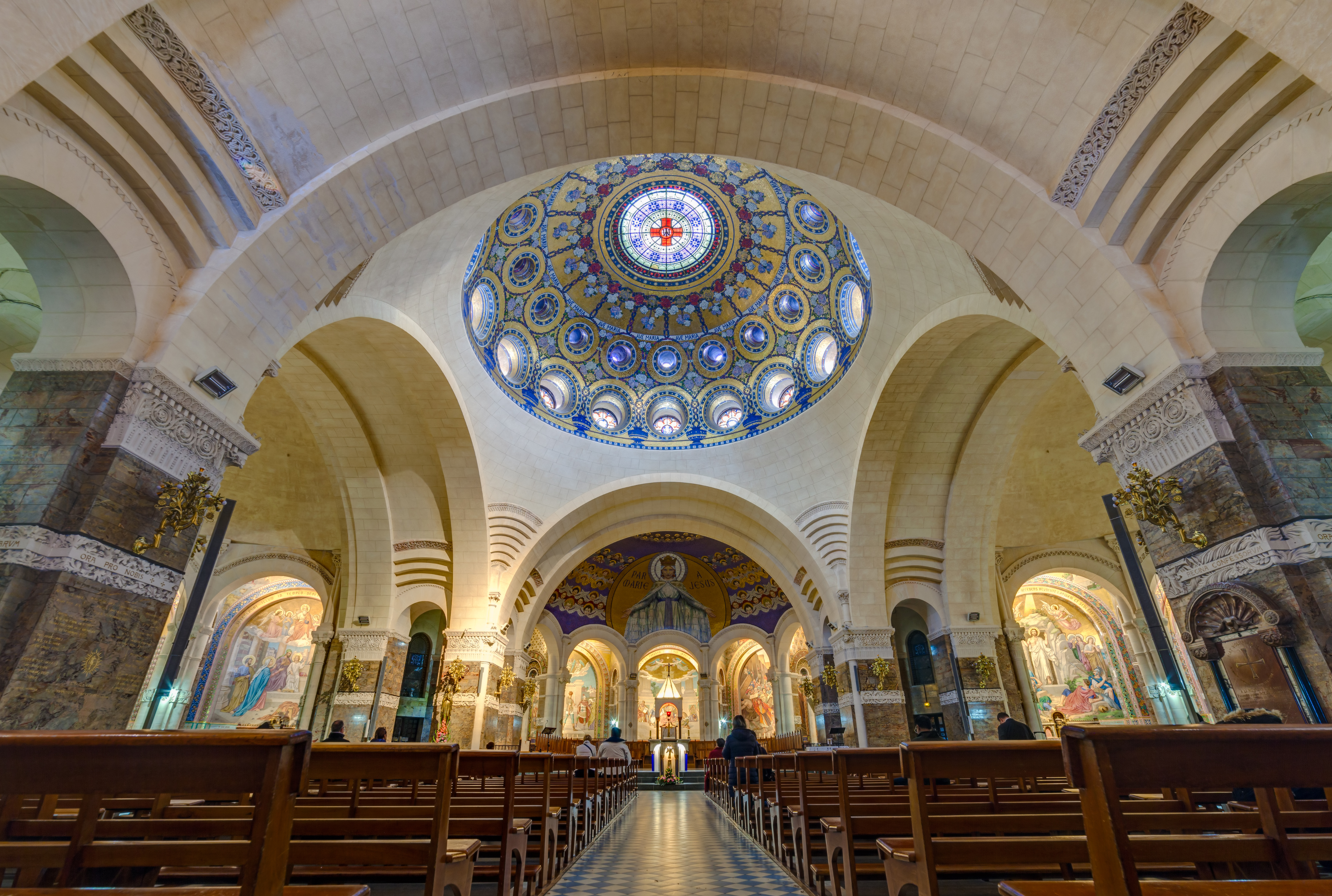
Interno

Dopo la costruzione della cripta e della basilica dell'Immacolata Concezione, il continuo aumento di pellegrini a Lourdes impose la costruzione di una chiesa: il luogo fu scelto proprio sotto le prime due ed i lavori di edificazione cominciarono nel 1883, su disegno dell'architetto Léopold Hardyper, per concludersi nel 1889: la solenne consacrazione avvenne nel 1901; importanti lavori di restauro sono stati effettuati nel biennio 2006-07.
Alla basilica si accede tramite una breve scalinata che dà direttamente sul sagrato, il quale si affaccia sul piazzale, chiamato esplanade, in grado di ospitare fino ad ottantamila fedeli; la facciata è composta da un grosso arco centrale sotto il quale a sua volta si apre un altro arco, nel quale è raffigurata Maria mentre dona il rosario a san Domenico, affiancato da due archi più piccoli, dove si aprono i quattro ingressi alla chiesa; lateralmente altri due archi che tendendo a decrescere, sorretti da lesene, ospitano mosaici raffiguranti quattro dei cinque misteri della luce, mentre il quinto è posto nel vano centrale: queste opere sono state realizzate nel 2007; la facciata si completa con due scalinate laterali che consentono l'accesso alle chiese superiori. L'interno della struttura è a forma di croce greca, in stile neobizantino, con una capacità di accoglienza di oltre millecinquecento pellegrini: suddivisa in tre navate, quella centrale è di maggiori dimensioni, mentre le due laterali, separate dalla principale mediante colonne, sono più piccole; su entrambi i lati, nei pressi dell'ingresso, si apre a destra la sagrestia ed a sinistra una cappella. Tutti i muri interni inoltre sono rivestiti da piastrelle di marmo utilizzate come ex voto, sulle quali è inciso il nome dei donatori. La zona dell'altare maggiore, così come i due bracci del transetto, sono a forma absidale ed ospitano ognuno cinque cappelle, all'interno delle quali, tramite mosaici realizzati all'inizio del XX secolo, sono raffigurati i misteri del rosario, in particolar modo a destra quelli gaudiosi, a sinistra quelli dolorosi ed al centro quelli gloriosi; inoltre sulla parte superiore dell'altare maggiore è un altro mosaico raffigurante Maria con il viso di una giovane donna, con le braccia spalancate verso i fedeli. Nella zona d'intersezione della navata col transetto si apre la cupola, caratterizzata da un grosso finestrone centrale e sedici finestre circolari disposte intorno: nello spazio formato tra un'apertura e l'altra sono rappresentati i quindici misteri del rosario; al di sopra della cupola, esternamente, è posta una corona con una croce dorata, donata dal popolo irlandese nel 1924 ma posizionata solamente nel 2000.
Sulla cantoria lignea in controfacciata, si trova l'organo a canne, costruito nel 1897 da Aristide Cavaillé-Coll e successivamente più volte modificato: lo strumento è racchiuso all'interno di un'articolata cassa lignea, con mostra composta da canne di principale di diverse dimensioni disposte in più campi; la trasmissione è meccanica e la consolle ha tre tastiere di 56 note ciascuna e pedaliera di 30 note. Dispone di 42 registri per un totale di circa 2800 canne.